# فرانز فيدلر (ممثل)
فرانز فيدلر (بالألمانية: Franz Fiedler)‏ (و. 1902 – 1965 م) هو ممثل، ومخرج أفلام، ومنتج أفلام ألماني، توفي في برلين، عن عمر يناهز 63 عاماً.

## وصلات خارجية
- فرانز فيدلر على موقع IMDb (الإنجليزية)
- فرانز فيدلر على موقع ألو سيني (الفرنسية)
- فرانز فيدلر على موقع أول موفي (الإنجليزية)
- فرانز فيدلر على موقع قاعدة بيانات الفيلم (الإنجليزية)
- فرانز فيدلر على موقع كينوبويسك (الروسية)